# Jalpan de Serra
Jalpan de Serra är en kommun i Mexiko.   Den ligger i delstaten Querétaro Arteaga, i den centrala delen av landet, 210 km norr om huvudstaden Mexico City. Antalet invånare är 25 550. Arean är 1 185 kvadratkilometer.
Terrängen i Jalpan de Serra är bergig söderut, men norrut är den kuperad.
Följande samhällen finns i Jalpan de Serra:
- Jalpan
- Valle Verde
- Tancoyol
- Zoyapilca
- Ojo de Agua del Lindero
- Piedras Anchas
- Madroño
- Barreales
- Puerto de Ánimas
- Las Terrazas
- El Zapote
- San Juan de los Durán
- Arroyo de las Cañas
- Sabino Chico
- La Esperanza
- La Ceiba
- El Embocadero
- Guayabos
- Loma Delgada
- Moctezumas
- Mesa del Sauz
- Tierra Fría
- Los Charcos
- Rancho Nuevo
- Acatitlán del Río
- El Pocito
- La Arena
- Jagüey
- Linda Vista